# スボレキサント
スボレキサント（英:Suvorexant）は、選択的デュアルオレキシン受容体拮抗薬で、不眠症に対する効能・効果を有する睡眠薬。商品名ベルソムラとして販売され、開発はメルク・アンド・カンパニー（MSD）。開発名MK-4305で、3つの第III相臨床試験を完了し、アメリカ合衆国で2014年8月13日にアメリカ食品医薬品局（FDA）によって販売が承認され、日本では2014年9月26日に承認された。
アメリカ合衆国の規制物質法におけるスケジュールIVに指定されている。日本では習慣性医薬品に指定される。

## 適応
適応は、不眠症であるが、二次性不眠症には有効性と安全性は確認されていない。
商品名Belsomraは、「美しい眠り」を意味する（‘belle’( = beautiful) + ‘som’( = sleep)）の造語。

## 作用機序
スボレキサントは、オレキシン受容体における拮抗作用を介して、不眠症における治療効果を発揮する。覚醒促進神経ペプチドのオレキシンAとオレキシンBが、オレキシン1受容体およびオレキシン2受容体に結合するのを阻害することで、覚醒状態を抑制すると考えられている。オレキシンAとオレキシンBは覚醒を維持しており、ヒトではオレキシン神経細胞を慢性的に損失することが、ナルコレプシーと関連している。
ベンゾジアゼピン系や非ベンゾジアゼピン系のように睡眠を促すのではなく、スボレキサントは覚醒状態を抑制するため、GABAに影響を及ぼし、習慣性と依存性があり、短期的な使用が推奨されるベンゾジアゼピン系や非ベンゾジアゼピン系とは異なった副作用により、長期的に使用できるとされている。

## 薬物相互作用
他の不眠症治療薬を併用した際の、有効性と安全性は明らかとなっていない。CYP3A4での代謝を阻害するため、投与中はグレープフルーツの喫食、グレープフルーツジュースや酒を飲まないこと。

### 併用禁忌
主にCYP3Aによって代謝されるため、CYP3Aを強く阻害する以下の薬剤投与中の患者では、血漿中濃度を顕著に上昇させることから、併用禁忌。
イトラコナゾール、クラリスロマイシン、リトナビル、サキナビル、ネルフィナビル、インジナビル、テラプレビル、ボリコナゾール
CYP3Aを阻害する以下の薬剤投与中の患者では、血漿中濃度を顕著に上昇させることから、スボレキサントの減量を考慮。
ジルチアゼム、ベラパミル、フルコナゾール等

### 慎重投与
中枢神経抑制剤との併用は、抑制作用の増強に注意が必要な慎重投与である。
フェノチアジン誘導体、バルビツール酸誘導体、酒。
P糖蛋白阻害作用を有するため、ジゴキシンの血漿中濃度を上昇させるおそれがある。

## 副作用
翌日のふらつきや、傾眠の傾向のため、自動車運転など機械の操作に従事させないという注意書きがある。アメリカ合衆国の臨床試験では、20 mgや40 mgの用量で、日中の過剰な眠気が生じることがあることが判明し、10 mgの用量が試験されていった。
日本での投与量は1日1回20mg、高齢者には1日1回15 mgで、ベルソムラ錠は10・15・20 mg錠が発売されている。

### 自殺念慮
アメリカ合衆国の臨床試験では、自殺念慮の増加が確認されている。

## 依存の危険性

### 乱用
スボレキサントを単回投与した際の乱用の可能性として、ゾルピデム（マイスリー）と比較して、薬物嗜好視覚的類似尺度（Drug Liking Visual Analogue Scale）にて似たような数値だと解釈された。日本の医薬品添付文書にも、嗜好性が偽薬よりも高く、ゾルピデムと同じ程度であると記載されている。アメリカの麻薬取締局（DEA）は2014年8月28日に、スボレキサントを規制物質法におけるスケジュールIVに指定した。

### 依存
アメリカ食品医薬品局（FDA）の説明資料では、慢性的に使用した後の急な中止によって、反跳性不眠や離脱作用が生じないとされ、臨床試験では3か月から12か月の使用の後にも、そういった現象は観察されていない。